# 爆発ワイドラジオ新鮮組
爆発ワイドラジオ新鮮組（ばくはつワイドラジオしんせんぐみ）は、岩手放送（IBC岩手放送）のラジオで放送されていた夜の若者向けバラエティ番組。

## 概要
1984年4月10日開始。番組の歴史上一貫して、全曜日パーソナリティは同局所属のアナウンサーが務めていた。
ナイターの無い期間（ナイターオフ）は月曜日から金曜日までの放送、ナイターのある期間（ナイターイン）はナイターオフ期間に土曜日の夜に放送されていた電話リクエスト番組『でんでんリクリク大放送』が月曜日に移動してくるため、火曜日から土曜日の放送になっていたが後期にはナイターイン期間でも土曜日の放送は無くなった。
1990年4月から9月までは本番組と『でんでんリクリク大放送』を統合するような形で『でんリクワイド新鮮組』（パーソナリティ：菊池幸見）となり、本番組は一時終了。その理由をIBC側は「毎年ナイター中継（IBCラジオ ゴールデンナイター）が延長して押され、番組がまともに放送できなかったため」としている。この期間中火曜日〜日曜日の夜21:00 - 22:00枠は本番組同様IBCアナウンサーが出演する、ナイター中継のクッション番組『ミュージッククルージング』を放送。その後同年10月から復活、菊池アナは同じく復活した『でんでんリクリク - 』のパーソナリティとなり本番組からは離れた。
当番組のオープニング曲は、ハーブ・アルパート&ヒュー・マサケラ『スコキアン』、エンディング曲はカリオカ『Toru De Samba』（アルバム『Little Train』収録）。
1992年3月に終了。同年4月からは菊池アナと本番組最末期のパーソナリティだった播磨谷、江幡両アナウンサーが出演する『ラジオザウルス』がスタートしている。
2012年10月には、このコンセプトを受け継いだ『マカタトSTUDIO 3600』を放送している。

## 特徴・エピソード
- ナイターイン期間にはナイター中継時間延長に対応するためのいわゆるクッション番組的な形にもなっており、延長した分本番組は短縮、1988年9月14日水曜日にはわずか40秒ながら放送を行ったという記録が残っている[3]
- 金曜日の一部にはスポンサードコーナーがあった。そのため、上項のような自体に陥ったにも関わらず、コーナーの放送のためにナイター中継を打ち切り、番組を開始してたこともある。
- 本番組初期の頃は番組内で東北地方6県で放送の企画ネット番組『我が町バンザイ』をコーナー番組として放送していた。この他『日刊おもしろ人間情報』など月 - 金の帯で放送していたコーナーがあった。
- 本番組が始まったばかりの頃、岩手日報ラジオ欄（1984年4月10日、同年4月17日）に於いては、タイトルが「爆笑ワイド - 」と誤植されていた。
- 曲のリクエストも募集していた。リクエストが一人だけの場合でもその曲をかけていたこともあった。電話でも受け付けており、1987年10月当時の電話受付時間は放送前の19:00 - 20:00の1時間だった[4]。
- ゲームコーナーの電話出演者は放送開始30分ほど前まで受け付けていた[4]。
- 番組のコーナー内で葉書が読まれたリスナーの中から抽選で番組のノベルティーグッズである三菱鉛筆製の水性ボールペン二色組みか特製テレホンカードがもらえる事もあった[5]。一時ボールペンの代わりに番組特製の手ぬぐいが送られていたことがある。ノベルティーにしては珍しいグッズであったため、当時ラジオパラダイスにネタとして掲載された事がある[6]。

## パーソナリティと放送時間の変遷
1984年4月-1985年3月
（月曜日-金曜日21:00-22:00 → 10月からは月曜日-金曜日21:30-22:30 ）
| - 火曜日：戸田信子 - 水曜日：照井健 | - 木曜日：田中康男 - 金曜日：菊池幸見 |

1985年4月-1985年9月 （月曜日-金曜日21:00-22:30）
| - 月曜日：戸田信子 - 火曜日：水越かおる | - 水曜日：菊池幸見 - 木曜日：吉田雅彦 | - 金曜日：照井健 |

1985年10月-1986年3月 （月曜日-金曜日21:00-22:20）
（1986年1月から月曜日-金曜日21:15-22:20）
| - 月曜日：戸田信子 - 火曜日：佐藤宏邦 | - 水曜日：菊池幸見 - 木曜日：吉田雅彦 | - 金曜日：照井健 |

1986年4月-同年9月 （火曜日-金曜日21:00-22:20）
| - 火曜日：照井健 - 水曜日：吉田雅彦 | - 木曜日：佐藤宏邦 - 金曜日：菊池幸見 |

1986年10月-1987年3月 （月曜日-金曜日21:00-22:10）
（1987年1月からは22:30までに拡大）
| - 月曜日：矢吹奈美江 - 火曜日：佐々木礼子 | - 水曜日：吉田雅彦 - 木曜日：佐藤宏邦 | - 金曜日：菊池幸見 |

1987年4月-同年9月 （火曜日-金曜日21:00-22:30）
| - 火曜日：佐々木礼子 - 水曜日：菊池幸見 | - 木曜日：矢吹奈美江 - 金曜日：佐藤宏邦 |

1987年10月-1988年3月 （月曜日-金曜日20:30-22:05）
| - 月曜日：斉藤景子 「KEIKOのほのぼのMONDAY」 - 火曜日：佐々木礼子 「礼子さんの火曜日」 | - 水曜日：菊池幸見 「過激な水曜日」 - 木曜日：矢吹奈美江 「とびっきりキュートな木曜日」 | - 金曜日：佐藤宏邦 「やさしさいっぱい ハートフルFRIDAY」 |

1988年4月-同年9月 （火曜日-金曜日21:00～22:20、土曜日21:00-22:00）
| - 火曜日：矢吹奈美江 | - 水曜日：菊池幸見 - 木曜日：斉藤景子 | - 金曜日：佐藤宏邦 - 土曜日：佐々木礼子 |

1988年10月-1989年3月 （月曜日-金曜日20:30-22:20）
| - 月曜日：佐々木礼子 - 火曜日：矢吹奈美江 | - 水曜日：伊東秀一 - 木曜日：菊池幸見 | - 金曜日：吉井祥博 |

1989年4月-同年9月 （火曜日-金曜日21:00-22:30、土曜日21:00-22:00）
※この年の7月より池田恭子と矢吹奈美江が出演曜日を交換。
| - 火曜日 → 土曜日：池田恭子 「元気印・ドキドキストリート」 | - 水曜日：伊東秀一 「伊東秀一の夜は言いたい放題」 - 木曜日：菊池幸見 「過激な木曜日」 | - 金曜日：吉井祥博 「よっちゃんの金曜日」 - 土曜日 → 火曜日：矢吹奈美江 「まぼろしサタディ」（4月〜6月） 「クイズ×2の火曜日」（7月〜9月） |

1989年10月-1990年3月 （月曜日-金曜日20:30-22:20）
| - 月曜日：池田恭子 - 火曜日：矢吹奈美江 | - 水曜日：伊東秀一 - 木曜日：菊池幸見 | - 金曜日：吉井祥博 |

1990年10月-1991年3月 （月曜日-金曜日20:30-22:20）
| - 月曜日：吉井祥博 - 火曜日：伊藤美幸 | - 水曜日：池田恭子 - 木曜日：田代親世 | - 金曜日：神山浩樹 |

1991年4月-同年9月 （火曜日-金曜日21:00-22:20）
| - 火曜日：加藤ゆずか - 水曜日：伊藤美幸 | - 木曜日：神山浩樹 - 金曜日：吉井祥博 |

1991年10月-1992年3月 （火曜日-金曜日21:00-22:20）
※この期間の担当パーソナリティは全員がこの年に入社した新人アナウンサー。
| - 火曜日：玉井明子 「玉ちゃんの玉手箱」 - 水曜日：播磨谷美貴子 「はりーのアダルトナイト」 | - 木曜日：斉藤さゆり 「ビタミン放送局」 - 金曜日：江幡平三郎 「スター誕生」 |

### 担当曜日の変遷
本番組及び「でんでんリクリク大放送」各パーソナリティ担当曜日の変遷（■（黄色枠）は『でんでんリクリク大放送』パーソナリティ）
| 期間        | 期間       | 月         | 火         | 水           | 木         | 金         | 土                |
| ----------- | ---------- | ---------- | ---------- | ------------ | ---------- | ---------- | ----------------- |
| 1984年04月  | 1985年03月 | 樋田由美子 | 戸田信子   | 照井健       | 田中康男   | 菊池幸見   | （別番組）        |
| 1985年04月  | 1985年09月 | 戸田信子   | 水越かおる | 菊池幸見     | 吉田雅彦   | 照井健     | （別番組）        |
| 1985年010月 | 1986年03月 | 戸田信子   | 佐藤宏邦   | 菊池幸見     | 吉田雅彦   | 照井健     | 水越かおる        |
| 1986年04月  | 1986年09月 | 水越かおる | 照井健     | 吉田雅彦     | 佐藤宏邦   | 菊池幸見   | （別番組）        |
| 1986年010月 | 1987年03月 | 矢吹奈美江 | 佐々木礼子 | 吉田雅彦     | 佐藤宏邦   | 菊池幸見   | 水越かおる        |
| 1987年04月  | 1987年09月 | 水越かおる | 佐々木礼子 | 菊池幸見     | 矢吹奈美江 | 佐藤宏邦   | （別番組）        |
| 1987年010月 | 1988年03月 | 斉藤景子   | 佐々木礼子 | 菊池幸見     | 矢吹奈美江 | 佐藤宏邦   | 水越かおる        |
| 1988年04月  | 1988年09月 | 水越かおる | 矢吹奈美江 | 菊池幸見     | 斉藤景子   | 佐藤宏邦   | 佐々木礼子        |
| 1988年010月 | 1989年03月 | 佐々木礼子 | 矢吹奈美江 | 伊東秀一     | 菊池幸見   | 吉井祥博   | 水越かおる        |
| 1989年04月  | 1989年06月 | 水越かおる | 池田恭子   | 伊東秀一     | 菊池幸見   | 吉井祥博   | 矢吹奈美江        |
| 1989年07月  | 1989年09月 | 水越かおる | 矢吹奈美江 | 伊東秀一     | 菊池幸見   | 吉井祥博   | 池田恭子          |
| 1989年010月 | 1990年03月 | 池田恭子   | 矢吹奈美江 | 伊東秀一     | 菊池幸見   | 吉井祥博   | 斉藤景子 田代親世 |
| 1990年04月  | 1990年09月 | 菊池幸見   | （別番組） | （別番組）   | （別番組） | （別番組） | （別番組）        |
| 1990年010月 | 1991年03月 | 吉井祥博   | 伊藤美幸   | 池田恭子     | 田代親世   | 神山浩樹   | 菊池幸見          |
| 1991年04月  | 1991年09月 | 菊池幸見   | 加藤ゆずか | 伊藤美幸     | 神山浩樹   | 吉井祥博   | （別番組）        |
| 1991年010月 | 1992年03月 | 菊池幸見   | 玉井明子   | 播磨谷美貴子 | 斉藤さゆり | 江幡平三郎 | （別番組）        |

## コーナー一覧
- アニメクイズ

テレビアニメの主題歌を1曲流し、そのテレビアニメに関する問題を出題。8割が当時における懐かしアニメのタイトルを当てるもので、残り2割が当時岩手県内で放映されていたアニメに関する問題だった。1986年当時は賞品としてレターセットが5名に当たり、月に1回のペースでテレビアニメの宣材の品が賞品に追加されていた。
- 君こそスケキヨ（菊池幸見）

菊池が、映画『犬神家の一族』の登場人物・犬神佐清（すけきよ）のうなり声の物真似をしたのがきっかけで出来たというコーナー。毎週男女一人ずつのリスナーが電話出演し、「明るいうなり」「暗いうなり」「怒りのうなり」の3種目からなる規定演技と、ギャグまたは物真似による自由演技に臨み、演技の出来具合を競っていた。
- 本当だべが嘘だべが（菊池幸見）
- 田中義剛コーナー（菊池幸見）
- 勝手にベスト10（菊池幸見）

本当にあらゆる物、人物など何でも1票を投じて勝手にランキングを決定していたというコーナー。
- 哀愁の男たち（菊池幸見）

「〇〇した奴」「〇〇な友人」など、リスナーから寄せられた周りの面白そうな人物情報を紹介。なお、このコーナーが当時文化放送で放送されていた『とんねるずの二酸化マンガンクラブ』でやっていたコーナーとそっくりと話題にされたことがある。
- ラジオ絵馬（菊池幸見）

リスナーから志望校を記入したはがきを募集、その全てを盛岡八幡宮に奉納していた。
- 夜のギャグスタジオ（菊池幸見）
- スーパーギャンブラー（菊池幸見）[4]
- インスピレーションクイズ（斉藤景子）[7]
- ラジオドラマ「景子先生奮戦記」（斉藤景子）

オムニバス形式で、リスナーからシナリオを募集してラジオドラマに構成していた。
- 懺悔のコーナー（佐々木礼子）

前回のミスをチェックして懺悔していたコーナー。
- 火曜日の保健室（佐々木礼子）

人に言えないような悩み事を募集、それに答えていた。
- どん底リクエスト（佐々木礼子）[7]。
- 礼子にど～んとおまかせ（佐々木礼子）

佐々木がカラオケを歌うことが主体だったコーナー。
- アニメグラフ（佐々木礼子）

「テレビ漫画」と言われていた時代の懐かしのテレビアニメを紹介。
- おかしづくし（矢吹奈美江）

矢吹が“お菓子博士”として登場、おいしいものから変わったものまでリスナー案のあらゆる菓子を紹介。
- プッツンタイム（矢吹奈美江）

様々なドジ話や情けない話を紹介。
- ピラミ通信（矢吹奈美江）

お便り紹介コーナー。
- クイズ・ガッチリ当てましょう（矢吹奈美江）[7]
- 言葉のプレイランド（佐藤宏邦）

2人のリスナーが参加する対抗ゲーム。テープ音声によるルーレットでテーマを決め、そのテーマに関しての言葉を知っているだけ出し合って競っていた。
- 声の伝言板（佐藤宏邦）[7]
- 誕生日おめでとう（佐藤宏邦）[7]
- ザ・悩みスタジオ（佐藤宏邦）[7]
他多数